# Menhir de Minhir
Le menhir de Minhir, appelé localement Crec'h-Coulm, est  situé dans la commune de Pédernec dans le département des Côtes-d'Armor.

## Protection
L'édifice fait l’objet d’un classement au titre des monuments historiques depuis 1889.

## Description
Le menhir mesure 6,75 m de hauteur hors-sol pour 4,30 m de large et 1,60 m d'épaisseur. Il comporte trois grandes cavités sur sa face sud-ouest.
La base du menhir a été fouillée à la fin du XIXe siècle. Les fouilles ont révélé que le menhir était enterré sur 3,90 m de hauteur. Elles ont permis de découvrir une hache polie, des tessons de céramique, des ossements humains dont un fémur entier et des charbons de bois. Selon une description donnée par Jollivet en 1856, le menhir était inclus dans une construction mégalithique plus vaste constituée d'une enceinte elliptique, orientée nord-sud, ceinturée d'un fossé. Douze blocs de pierre posés en demi-cercle délimitaient une esplanade plus élevée dans la partie nord alors que le menhir se dressait dans la partie sud. Sept autres blocs fermaient le demi-cercle.
Une statue de Saint-Pierre était fixée à son sommet au XIXe siècle. Désormais disparue, il n'en subsiste que la barre en métal qui la retenait.
Le nom même du menhir Min-hir, signifie en breton [la] Pierre longue.